# Daniel Bigham
Daniel Bigham (ur. 2 października 1991 w Newcastle-under-Lyme) – brytyjski kolarz szosowy i torowy.
19 sierpnia 2022 w Grenchen wynikiem 55 kilometrów i 548 metrów ustanowił kolarski rekord świata w jeździe godzinnej, bijąc o 459 metrów dotychczasowy wynik Victora Campenaertsa. Rekord ten został poprawiony 8 października 2022 roku w tym samym miejscu przez Filippo Gannę.

## Osiągnięcia

### Kolarstwo szosowe
Opracowano na podstawie:
2016
- 3. miejsce w Beaumont Trophy

2019
- 3. miejsce w mistrzostwach świata (mieszana jazda drużynowa na czas)

2021
- 2. miejsce w mistrzostwach Wielkiej Brytanii (jazda indywidualna na czas)

2022
- 2. miejsce w mistrzostwach Wielkiej Brytanii (jazda indywidualna na czas)

### Kolarstwo torowe
Opracowano na podstawie:
2018
- 2. miejsce w Igrzyskach Wspólnoty Narodów (wyścig drużynowy na dochodzenie)

2022
- 2. miejsce w Igrzyskach Wspólnoty Narodów (wyścig drużynowy na dochodzenie)

## Rankingi

### Kolarstwo szosowe
| Rok             | 2016  | 2017 | 2018  | 2019 | 2020 | 2021 | 2022  | 2023  |
| --------------- | ----- | ---- | ----- | ---- | ---- | ---- | ----- | ----- |
| World Ranking   | 1496. | -    | 2640. | 912. | -    | 629. | 1307. | 1080. |
| UCI Europe Tour | 1004. | -    | 1755. | 663. | -    | 504. | 907.  | -     |
|                 |       |      |       |      |      |      |       |       |
| Źródło: UCI     |       |      |       |      |      |      |       |       |